# ساندرا سانتياغو
ساندرا سانتياغو (بالإنجليزية: Saundra Santiago)‏ هي ممثلة أمريكية ولدت في 13 أبريل 1957. وهي معروفة بدورها في المسلسل الأمريكي ميامي فايس (1984-1989) في دور المحققة جينا كالابريسي.

## أعمالها

### أفلام
| عام  | عنوان                | وظيفة                      | ملاحظات   |
| ---- | -------------------- | -------------------------- | --------- |
| 1981 | نهاية أغسطس          | مارييكيتا                  |           |
| 1984 | بيت ستريت            | كارمن كارارو               |           |
| 1993 | طريقة كارليتو        | رقص نادي الراعي مع كارليتو | غير معتمد |
| 1997 | نيك وجين             | ستيفاني                    |           |
| 1998 | مرحبا الحياة         | ايلينا                     |           |
| 2002 | غارمينتو             | فرانكا فورتونا             |           |
| 2013 | المنزل الذي بناه جاك | مارثا                      |           |

### مسلسلات
| عام       | عنوان                                       | وظيفة                 | ملاحظات |
| --------- | ------------------------------------------- | --------------------- | --- |
| 1979      | ¿Qué Pasa، USA؟                             | ليزا                  | الحلقة: "Patria and Company" |
| 1984-1989 | ميامي فايس                                  | المحقق جينا كالابريس  | 112 حلقة |
| 1992      | قصص الصيف: المول - الجزء الثالث             | جين هودج              | فيلم تلفزيوني |
| 1992      | القانون والنظام                             | ساندرا الفارو         | الحلقة: "أمير الظلام" |
| 1993      | بقصد عدائي                                  | الرقيب. لوسيل بريستون | فيلم تلفزيوني |
| 1994      | ألغاز كوسبي                                 | ايمي فلوسر            | فيلم تلفزيوني |
| 1995      | نيويورك السرية                              | خوانيتا               | الحلقة: "مطلق النار" |
| 1995      | الموعد النهائي للقتل: من ملفات إدنا بوكانان | روزينيا زولوتا        | فيلم تلفزيوني |
| 1996      | إلى سيدي، مع الحب الثاني                    | لويزا رودجريجيز       | فيلم تلفزيوني |
| 1999-2002 | غايدنغ لايت                                 | كارمن سانتوس          | 25 حلقة جائزة ALMA للممثلة البارزة في الدراما النهارية (2001) جائزة ALMA للممثلة البارزة في دراما نهارية (2000 ، 2002) جائزة Daytime Emmy Award لأميركا الشرير المفضل (2002) |
| 1999-2007 | آل سوبرانو                                  | جان كوسامانو          | 5 حلقات |
| 2004      | القانون والنظام                             | مارييلا سيلفا         | الحلقة: "يوم المحاربين القدامى" |
| 2007      | الأضرار                                     | كارين جونزاليس        | 5 حلقات |
| 2008      | مافيا الكشمير                               | دكتور جين             | الحلقة: "لك، لي ولها" |
| 2009      | الغريب                                      | ميلاني ترامبل         | الحلقة: "Crime Slut" |
| 2009-2011 | حياة واحدة للعيش                            | كارلوتا فيجا          | 13 حلقة |
| 2011      | شخص مثير للاهتمام                           | باتي داجوستينو        | الحلقة: "شاهد" |
| 2013      | تدخل أمي                                    | فاليريا               | فيلم تلفزيوني |
| 2014      | عصابة ذات الصلة                             | مارسييلا أكوستا       | 5 حلقات |
| 2015      | ما يلي                                      | السيدة. ميلر          | الحلقة: "دم جديد" |
| 2015      | المحقق الحقيقي                              | إيرما                 | الحلقة: "أرواح أخرى" |
| 2015      | غوثام                                       | جانيس كولفيلد         | الحلقة: "Rise of the Villains: Strike Force" |
| 2016      | دماء زرقاء                                  | كارمن بايز            | الحلقة: "Stomping Grounds" |
| 2017      | تساقط الثلوج                                | مارييلا               | الحلقة: "The Rubicon" |
| 2017      | سيدتي الأمين                                | مارجريتا جارسيا       | الحلقة: "Women Transform the World" |

## روابط خارجية
- ساندرا سانتياغو على موقع IMDb (الإنجليزية)
- ساندرا سانتياغو على موقع ألو سيني (الفرنسية)
- ساندرا سانتياغو على موقع أول موفي (الإنجليزية)
- ساندرا سانتياغو على موقع قاعدة بيانات برودواي على الإنترنت (الإنجليزية)
- ساندرا سانتياغو على موقع قاعدة بيانات الأفلام السويدية (السويدية)
- ساندرا سانتياغو على موقع قاعدة بيانات الفيلم (الإنجليزية)
- ساندرا سانتياغو على موقع كينوبويسك (الروسية)